# Fort Zoutman
Le fort Zoutman est un fort situé à Oranjestad à Aruba. Construit en 1798 par l'armée néerlandaise, il s'agit de la structure la plus ancienne de l'île d'Aruba. La tour Willem III a été ajoutée au côté ouest du fort en 1868. Le fort et la tour ont été restaurés et rouverts en 1983 en tant que musée historique d'Aruba.

## Historique
Les Néerlandais ont d'abord établi Paardenbaai (en français : la baie des Chevaux) sur l'île d'Aruba en tant que port intermédiaire entre Curaçao et le Venezuela. En 1796, un Comité militaire a été installé sous l'autorité de Johan Rudolf Lauffer à Curaçao afin de construire des fortifications sur les îles d'Aruba, Curaçao et Bonaire pour leur défense contre les pirates et autres ennemis. Le fort d'Aruba a été nommé en l'honneur du contre-amiral néerlandais Johan Zoutman, qui a combattu lors de la quatrième guerre anglo-néerlandaise et de la guerre d'indépendance des États-Unis, bien qu'il ne soit jamais allé sur l'île. Il fut achevé en 1798 sur ce qui était alors le rivage de l'île et était initialement armé de quatre canons. La région environnante s'est développée grâce à la croissance économique de la capitale, Oranjestad.
La rénovation du fort a commencé en 1826 sous le commandement du commandant Simon Plats, qui a constaté qu'il était en mauvais état. Le fort n'a pas été occupé de 1830 à 1834. Bien qu'occupé par une petite brigade de police coloniale en 1859, des cellules de prison ont été construites contre les murs est et ouest, détruisant ainsi certaines des embrasures et des emplacements d'armes à feu. Les murs actuels datent de 1936. On comptait 31 emplacements d'armes à feu sur 35 répertoriés avant la dernière restauration du fort en 1974.

### Tour Willem III
À la demande du lieutenant-gouverneur J.H. À Ferguson, en 1866, la construction d’un phare au fort permettait également d'abriter la cloche de la ville pour sonner l’heure. La tour Willem III a été nommée en l'honneur du roi Guillaume III des Pays-Bas et éclairée à son anniversaire, le 19 février 1868. Les arcs à sa base étaient conçus pour servir d'entrée ouest du fort. La lampe à pétrole originale a été remplacée par une lampe à acétylène en 1930. Un éclairage électrique a été ajouté en 1935. La tour a cessé de fonctionner en tant que telle en 1963 avec le retrait de sa lampe. Au fil des ans, il a également fonctionné comme une tour horloge, une salle d'audience, une bibliothèque, un bureau de poste, un bureau des impôts, un mirador et un commissariat pour la police d'Aruba.

### Musée historique d'Aruba
Le fort et la tour ont subi des travaux de restauration de 1974 à 1980. Le 15 septembre 1983, les installations ont été rouvertes en tant que musée historique d'Aruba. La Fundacion Museo Arubano (en français : Fondation du musée d'Aruba) administre le musée depuis le 16 mars 1992. Il est ouvert au public de 9h00 à 18h00 en semaine et le samedi de 10h00 à 18h00. Les expositions couvrent les débuts de l’histoire et du développement d’Aruba au début du XXe siècle.